# We Invented the Remix
We Invented the Remix é um álbum de P. Diddy e The Bad Boy Family, lançado em 2002.